# مکانیک کلاسیک (کتاب)
مکانیک کلاسیک یک کتاب درسی دربارهٔ مکانیک کلاسیک، نوشته شده توسط هربرت گلدشتاین است. ویراست سوم این کتاب با مشارکت جان سافکو و چارلز پول در سال ۲۰۰۱ به چاپ رسیده‌است.
از زمان چاپ در سال ۱۹۵۰ این کتاب همواره از بهترین منابع درسی در مکانیک کلاسیک بوده‌است و مرجعی استاندارد در مکانیک کلاسیک به‌شمار می‌آید.
نویسنده اصلی این کتاب، هربرت گلدشتاین، در سال ۲۰۰۵ درگذشت.